# Ashe 22
Ashe 22, stylisé ASHE 22, nom de scène d'Hamza Khadraoui, est un rappeur et producteur franco-algérien né le 21 décembre 1996 à Bab El Oued (Alger) en Algérie. Installé à Lyon depuis son enfance, il fait d'abord partie du collectif Lyonzon avant de se lancer en solo.

## Biographie

### Jeunesse
Hamza Khadraoui,,, naît le 21 décembre 1996 à Bab El Oued, quartier populaire de la ville historique d'Alger, capitale de l'Algérie,,.

### Arrivée en France
Vers l'âge de 10 ans, il quitte son pays natal pour rejoindre la France et plus précisément la ville de Lyon. Il réside au quartier populaire de La Guillotière.

### Affaires judiciaire
Après des passages dans cinq ou six collèges, le jeune Hamza arrête l'école et se fait de l'argent dans la rue. À 18 ans, Ashe 22 est condamné par le tribunal correctionnel et incarcéré pour trois ans en raison d'un trafic mondial de plusieurs substances illicites,,,. Lorsqu'il ressort de prison, il décide de se lancer dans la musique et fait ses débuts dans le rap, âgé de 21 ans.

### Carrière

#### Les débuts (2018)
En 2018, Hamza fait ses premiers pas dans le rap et rejoint le collectif lyonnais Lyonzon, invité par l'un de ses membres, Gouap. Celui-ci est le pilier du groupe et les morceaux sont enregistrés dans son appartement. Il est au tout début de sa carrière et n'a jamais fait de rap auparavant. Il se surnomme dans un premier temps simplement Ashe, en référence à la première lettre de son prénom. En raison d'un autre artiste avec ce pseudonyme, il souhaite y ajouter le 21, comme son jour d'anniversaire, mais porte finalement son choix sur le 22.
Dès ses débuts, il rappe sur des productions dites "no melody", très sombres, et des morceaux parfois non mis à plat ni mixés. Il est l'un des premiers à importer ce genre de sonorités en francophonie et à se lancer dans la drill, ce genre de rap qui explose en 2020, porté par l'Américain Pop Smoke et d'autres français tels que Gazo, Ziak et son compère Freeze Corleone, membre du collectif 667.

#### Cinq mixtapes en deux ans (2019-2021)
En mars 2019, Ashe 22 sort une première mixtape, intitulée Ashe Tape, Vol.1. Elle est entièrement produite par GG, le beatmaker du collectif Lyonzon. Plus tard dans l'année, Ashe 22 partage deux autres mixtapes. La première, Free Splash, est réalisée en commun avec Gouap et est disponible en septembre. La seconde, sortie en novembre, est intitulée Ashe Tape, Vol.2. Le succès de ces projets est plutôt modéré, seuls quelques morceaux dépassant le million d'écoutes, dont le premier opus de Scellé en featuring avec Freeze Corleone[réf. nécessaire].
Ashe 22 continue sur sa lancée avec une troisième mixtape en avril 2020, sous le nom de Movie Tape. Ce projet se rapproche davantage de la drill, mais reste très "no melody". En novembre 2020, il est invité par le média Booska-P et signe un freestyle exclusif. Les médias spécialisés parlent de lui et il annonce la sortie de sa prochaine mixtape en octobre 2020.
En janvier 2021, Booska-P le sélectionne parmi les rappeurs à suivre au cours de l'année à venir. Le troisième et actuel dernier volume de la mixtape Ashe Tape est partagé en mai 2021, certains morceaux, tels que X3 avec Gazo et Scellé Part.3 avec Freeze Corleone, cumulent les millions de streams.

#### Riyad Sadioavec Freeze Corleone (2022)
Au mois de mars 2022, Ashe 22 s'associe une nouvelle fois à Freeze Corleone, après quatre épisodes de Scellé. Les deux artistes sortent un album en commun, intitulé Riyad Sadio. Le nom de ce dernier vient de Riyad Mahrez et Sadio Mané, deux footballeurs originaires respectivement d'Algérie et du Sénégal, comme les deux rappeurs.

#### Les albumsVingt-deuxetKH-22(2023)
En 2023, Ashe 22 sort deux albums : Vingt-deux en janvier, puis KH-22 en décembre . Sur le premier apparaissent Central Cee, Soolking, Rim'K, ElGrandeToto, Hamza et Osirus Jack, tandis que les invités du second sont Gazo, Baby Gang et Maes.

## Autres activités
En janvier 2024, Ashe 22 lance le 22 SODA aux États-Unis. Il s'agit d'une boisson gazeuse au sucre de canne avec arôme ananas-citron comme première saveur. Il prévoit de le rendre disponible en Europe prochainement .

## Affaires judiciaires et prises de position

### Résine de cannabis
En mai 2021, Ashe 22 est condamné à six mois de prison ferme à la suite de la saisie de 48 colis de résine de cannabis ("filtré") à l'aéroport d'Orly. La peine est aménageable, ce qui lui permet de la purger à domicile, avec un bracelet électronique, et non en cellule.

### No Pasaràn
Le 1er juillet 2024 sort le vidéoclip No Pasaràn, référence au slogan antifasciste de la guerre civile espagnole, auquel Ashe 22 participe avec une dizaine d'autres rappeurs en réaction au score élevé du Rassemblement national lors des élections législatives françaises de 2024 . Certains passages du morceau sont considérés par la presse comme « misogynes et complotistes »,, d'autres contenant des paroles « insultantes » et des menaces,, Ashe 22 déclarant notamment « Si les fachos passent, j'vais sortir avec un big calibre ». Les fonds générés par les écoutes du titre doivent être reversés à la Fondation Abbé-Pierre.
Début novembre 2024, Ashe 22 est convoqué par la police judiciaire pour "menace de mort matérialisée par écrit, image ou autre objet", "menace de mort envers un élu public", "menace de crime ou délit envers un élu public", "provocation à la commission d'un crime ou d'un délit" et "injure publique". 

## Style
Le site spécialisé artoast.fr décrit Ashe 22 comme ayant "la particularité de rapper avec un flow murmuré et saccadé assorti d’une voix grave et posée". Il utilise régulièrement des coupures dans ses instrumentales afin d'accentuer ce style. La drill de Chicago l'a beaucoup inspiré, avec des artistes comme Chieff Keef et Fredo Santana, mais aussi Pop Smoke et surtout Splurge.
Les textes d'Ashe se réfèrent souvent au trafic de stup, à l'argent, à la lean, aux armes, aux femmes, aux forces de l'ordre, à la juge... et tout cela de manière très crue, sans filtre.